# Virieu-le-Grand
Virieu-le-Grand ist eine französische Gemeinde mit 1110 Einwohnern (Stand 1. Januar 2022) im Département Ain in der Region Auvergne-Rhône-Alpes. Sie gehört zum Kanton Belley im Arrondissement Belley und ist Mitglied im Gemeindeverband Bugey Sud.

## Geografie
Die Gemeinde Virieu-le-Grand liegt zehn Kilometer nördlich von Belley in der Berglandschaft Bugey in den südlichen Ausläufern des Juras. Das Dorf liegt im Tal der Arêne, einem Nebenfluss des Furans, am Fuß der Berge Grande Montagne de Virieu (1056 m) und Montagne de Sérémond (1040 m).
Neben dem Dorf Virieu-le-Grand umfasst die Gemeinde auch die Ortsteile Le Murat und Mussignin. Es besteht ein Bahnhof an der Bahnstrecke Lyon–Genève.

## Geschichte
Virieu-le-Grand kam im Hochmittelalter um 1070 zur Grafschaft Savoyen. Durch den Vertrag von Lyon ging dann der Bugey 1601 an Frankreich über. Urkundliche Erwähnungen finden sich erstmals 1149 als Apud Viriacum majorem und in späteren Jahren weiter als Viriacus, Viriou (1356) und Virieu le Grand (1536).
Die Burg von Virieu-le-Grand wurde 1077 vom Grafen Amadeus II. von Savoyen an der Stelle eines ehemaligen römischen Tempels errichtet. Die Burg wurde mehrmals vergrößert: 1250 von Bonifatius von Savoyen, Erzbischof von Canterbury, 1441 vom Herzog Ludwig von Savoyen, und 1636 vom Marquis Lévis de Chateaumorand (Familie d’Urfé). Die Burg brannte am 18. April 1726 ab und wurde danach nicht wieder aufgebaut.
Von 1793 bis 2015 war Virieu Hauptort (frz.: chef-lieu) des Kantons Virieu-le-Grand.

### Bevölkerungsentwicklung
| Jahr                       | 1962 | 1968 | 1975 | 1982 | 1990 | 1999 | 2006 | 2014 | 2021 |
| -------------------------- | ---- | ---- | ---- | ---- | ---- | ---- | ---- | ---- | ---- |
| Einwohner                  | 854  | 879  | 874  | 920  | 922  | 949  | 1042 | 1075 | 1118 |
| Quellen: Cassini und INSEE |      |      |      |      |      |      |      |      |      |

Mit 1110 Einwohnern (Stand 1. Januar 2022) gehört Virieu-le-Grand zu den kleineren Gemeinden des Départements Ain. Nachdem die Einwohnerzahl in der ersten Hälfte des 20. Jahrhunderts rückläufig war (1901 wurden noch 1207 Einwohner gezählt), wurde seit Mitte der 1970er Jahre wieder eine Bevölkerungszunahme verzeichnet. Die Ortsbewohner von Virieu-le-Grand heißen auf Französisch Viriolan(e)s.

## Sehenswürdigkeiten
- Kirche Saint-Romain
- Protestantische Kirche
- Schloss „Honoré d’Urfé“, Monument historique
- Haus „Mugnier“, Monument historique
- Haus „Longecombe“ bzw. „Todeschini“, Monument historique
- Lavoir

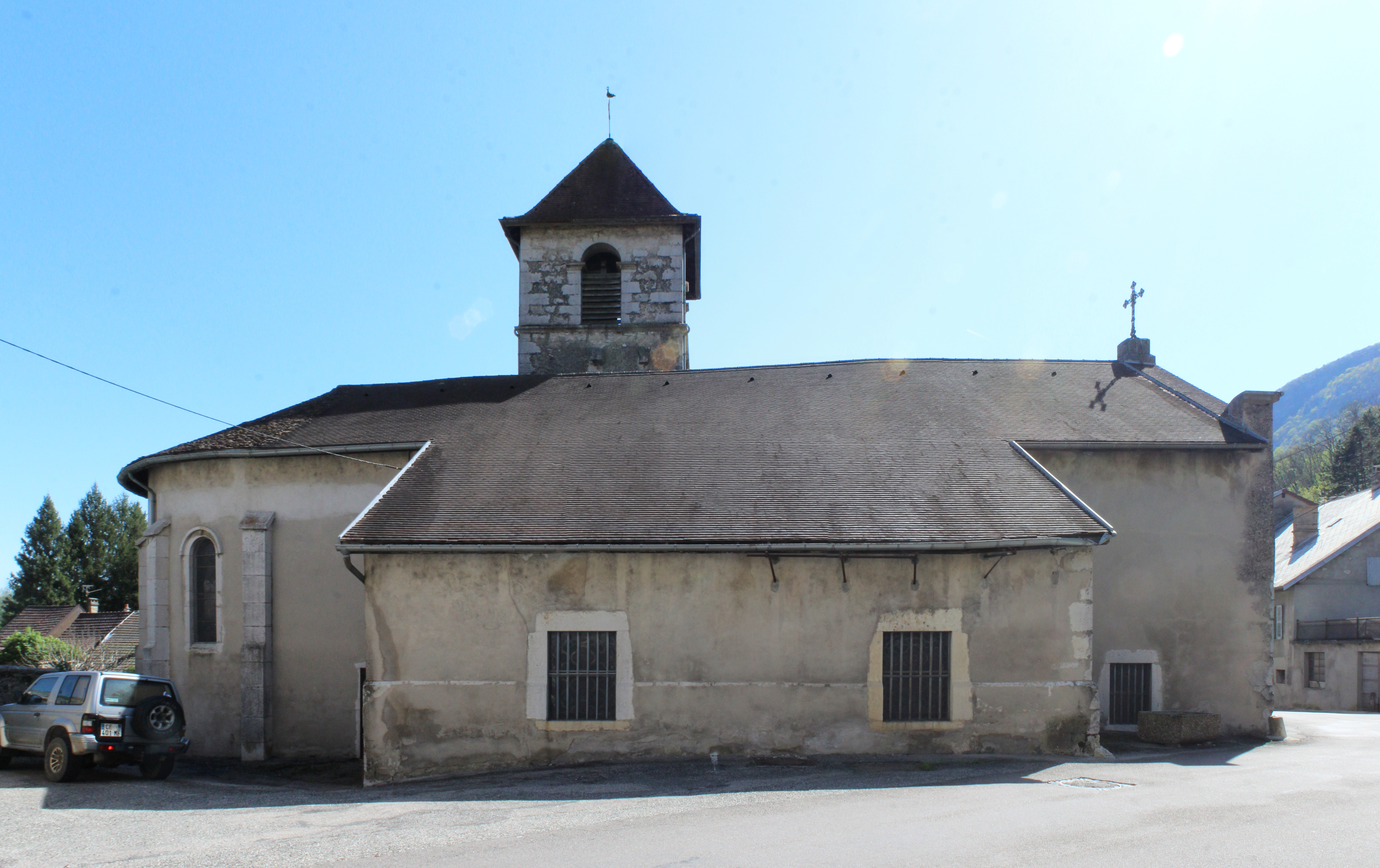
Kirche Saint-Romain
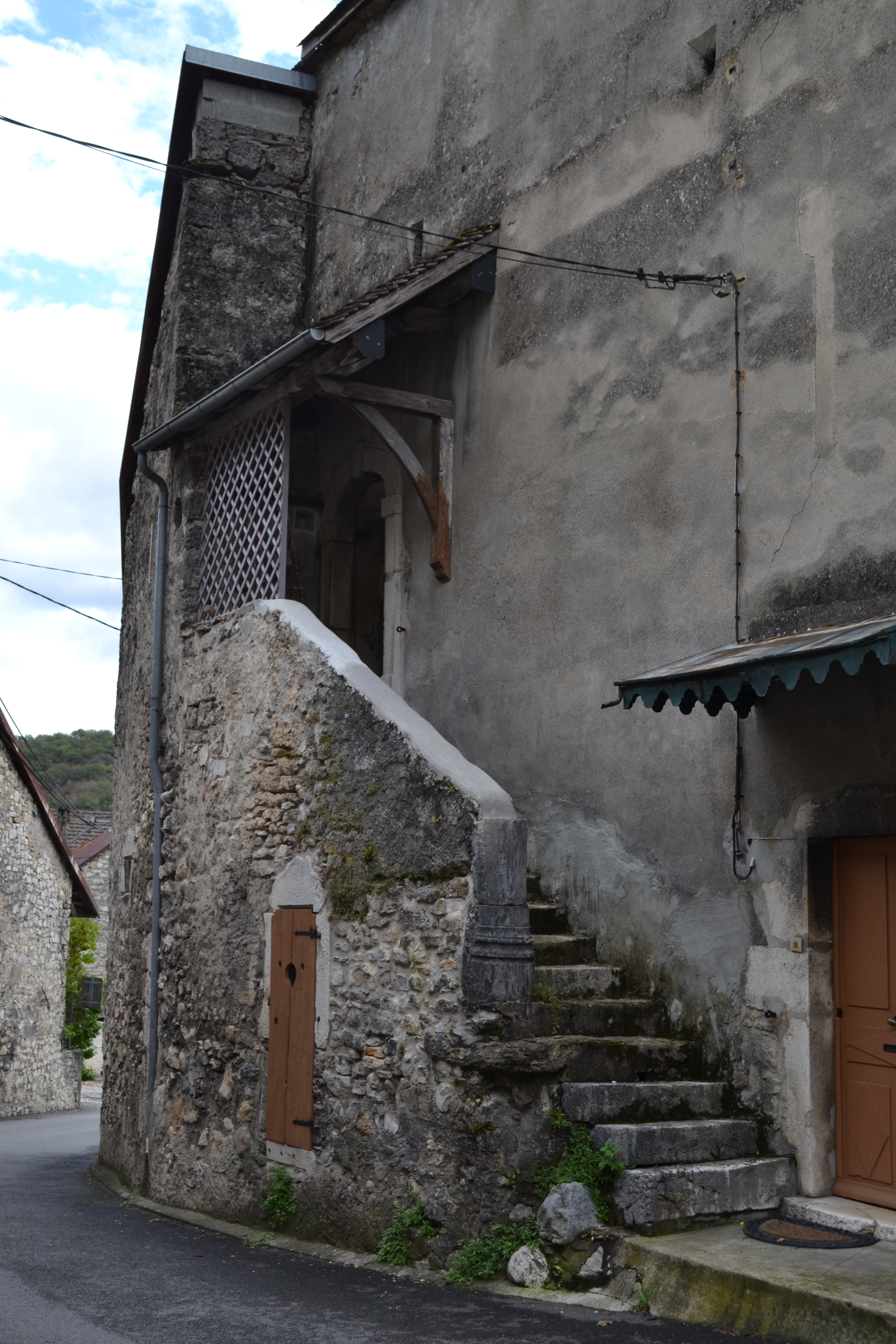
Protestantische Kirche
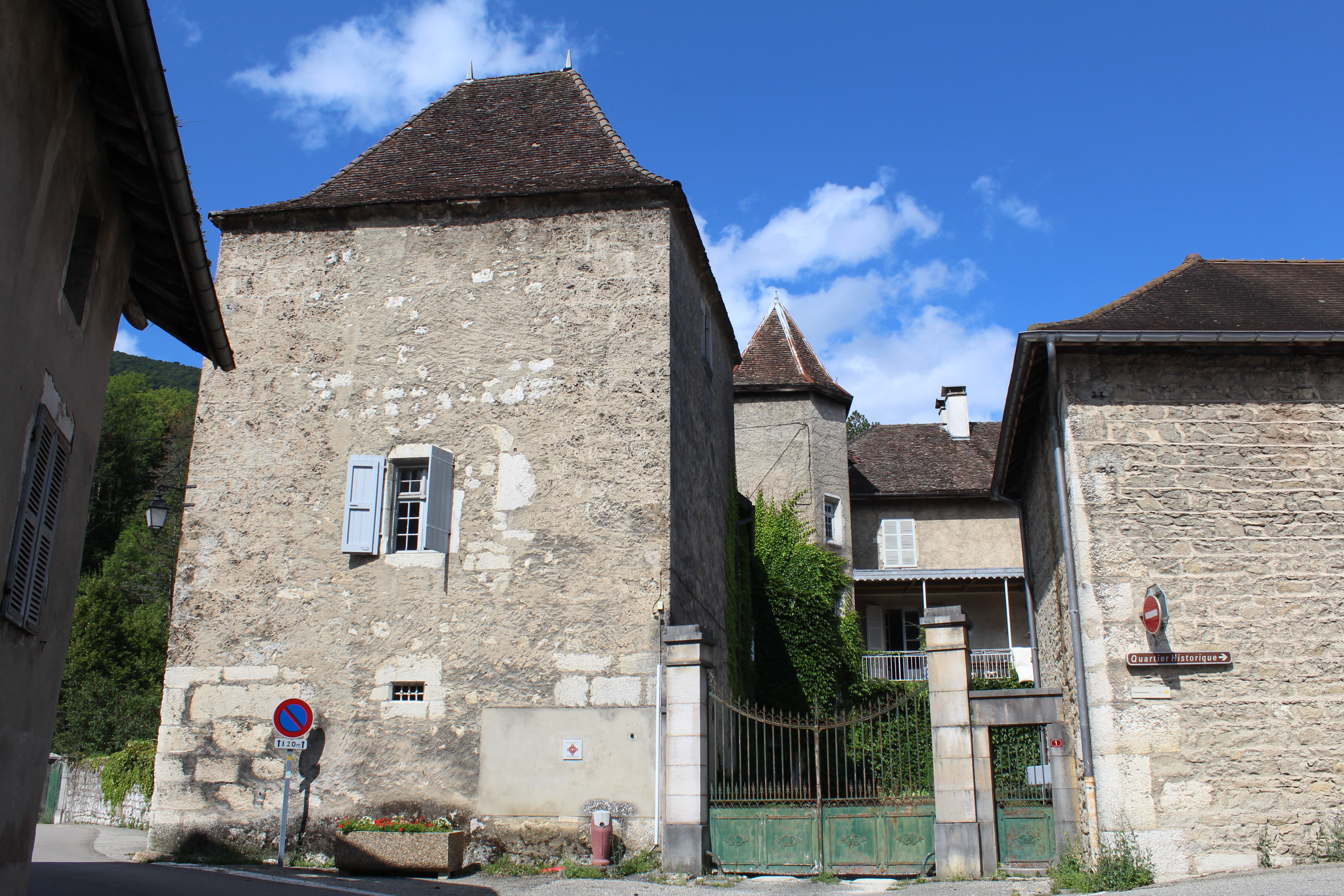
Schloss „Honoré d’Urfé“
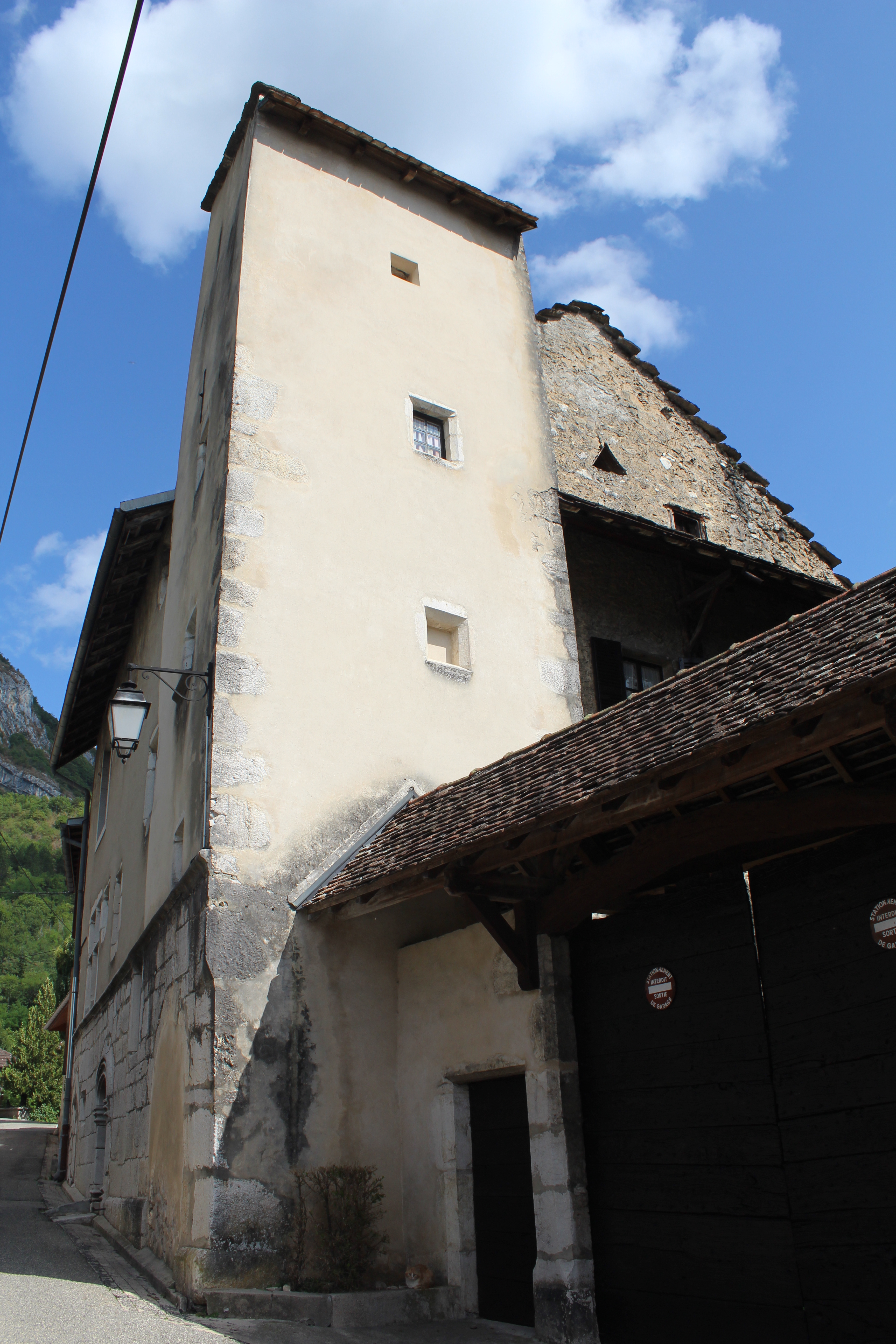
Haus „Mugnier“
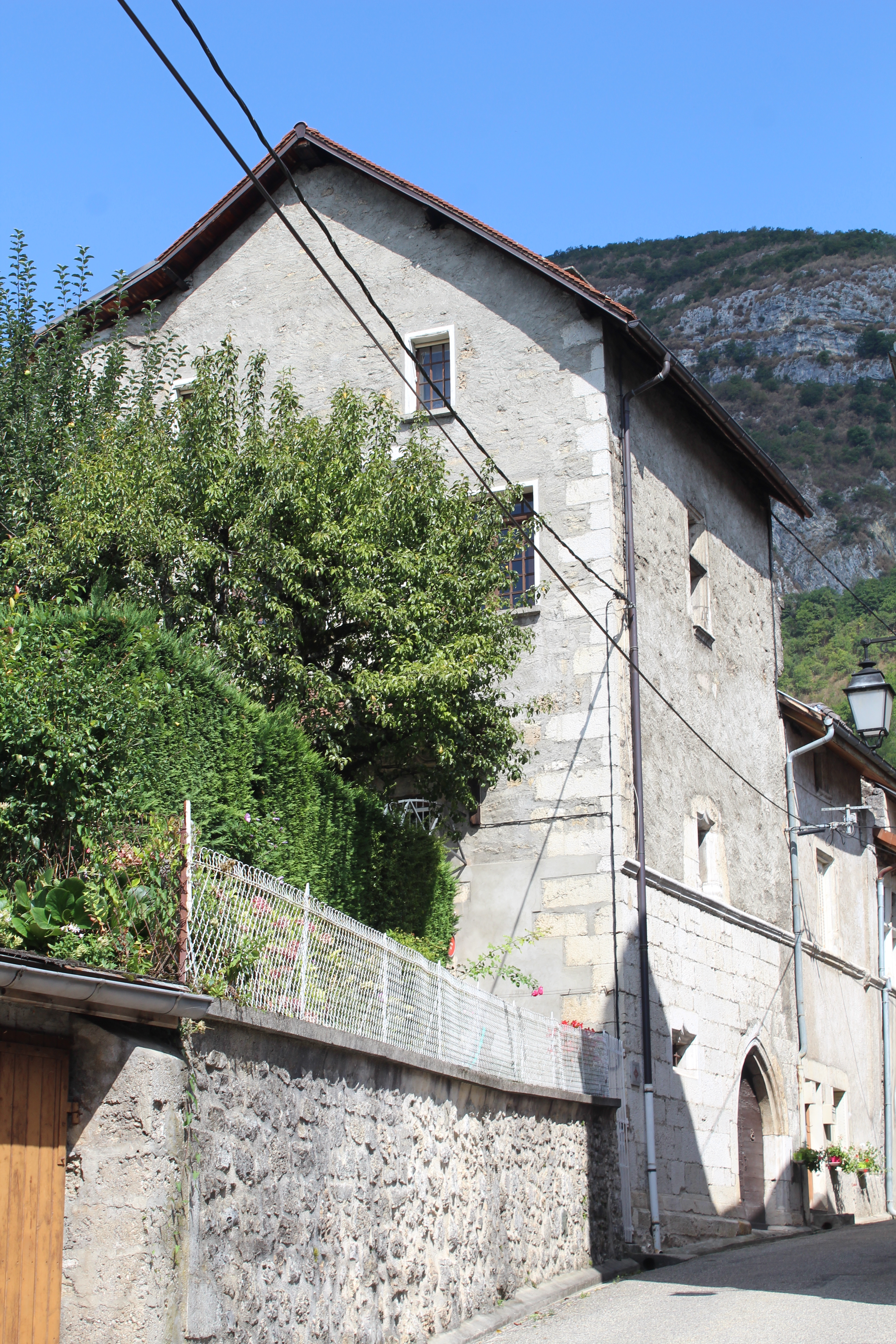
Haus „Longecombe“
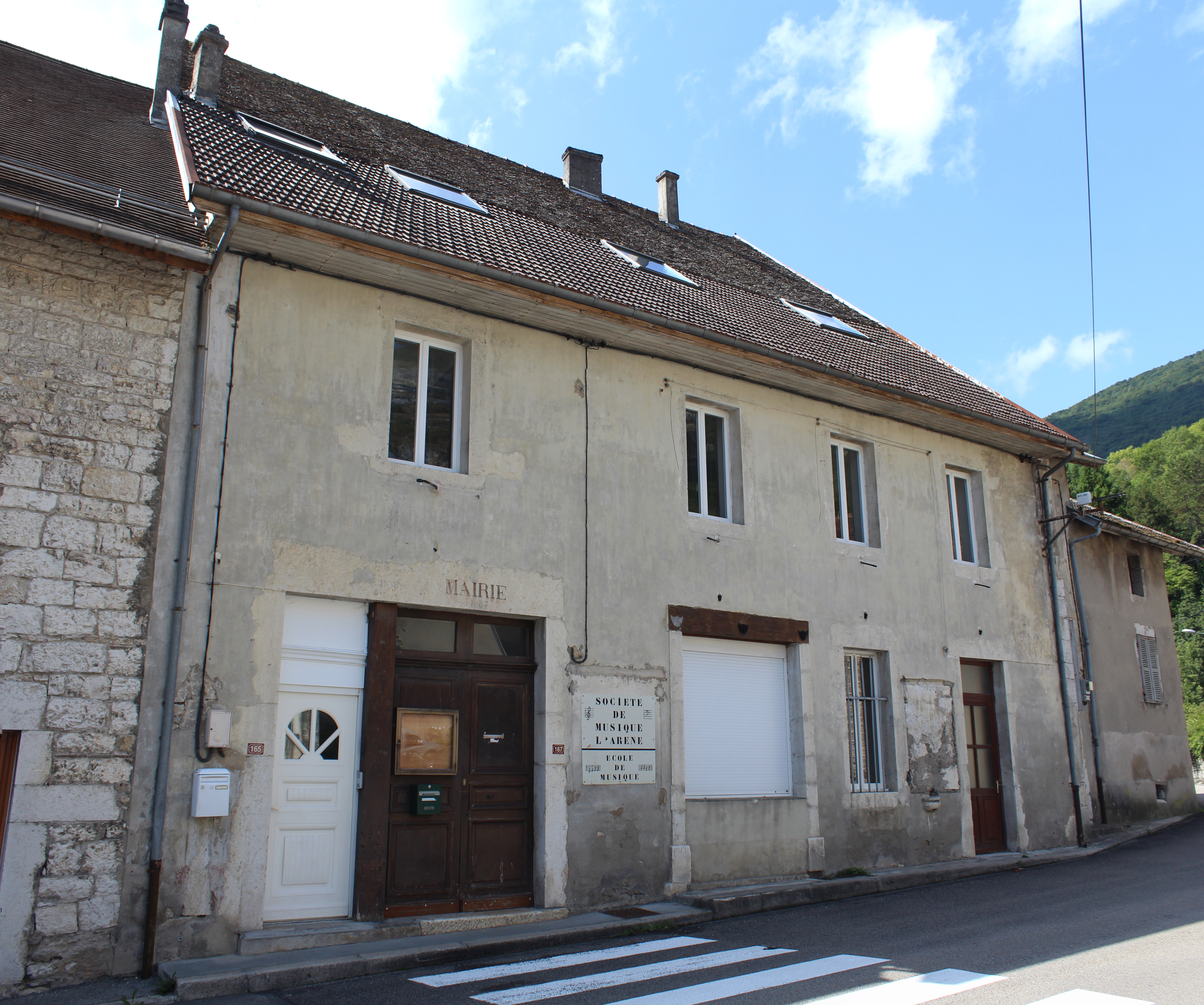
Ehemaliges Rathaus
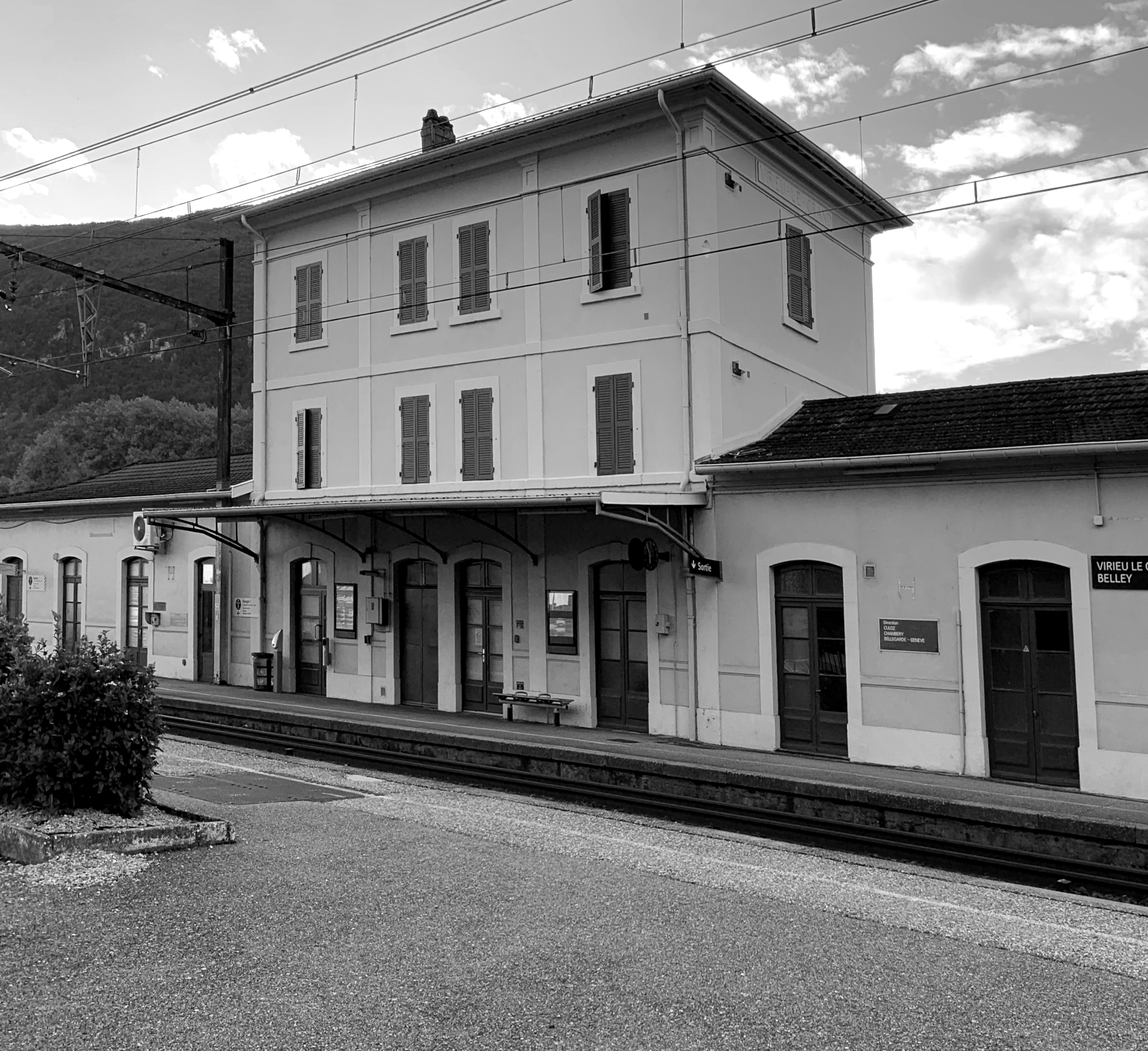
Bahnhof Virieu-le-Grand - Belley
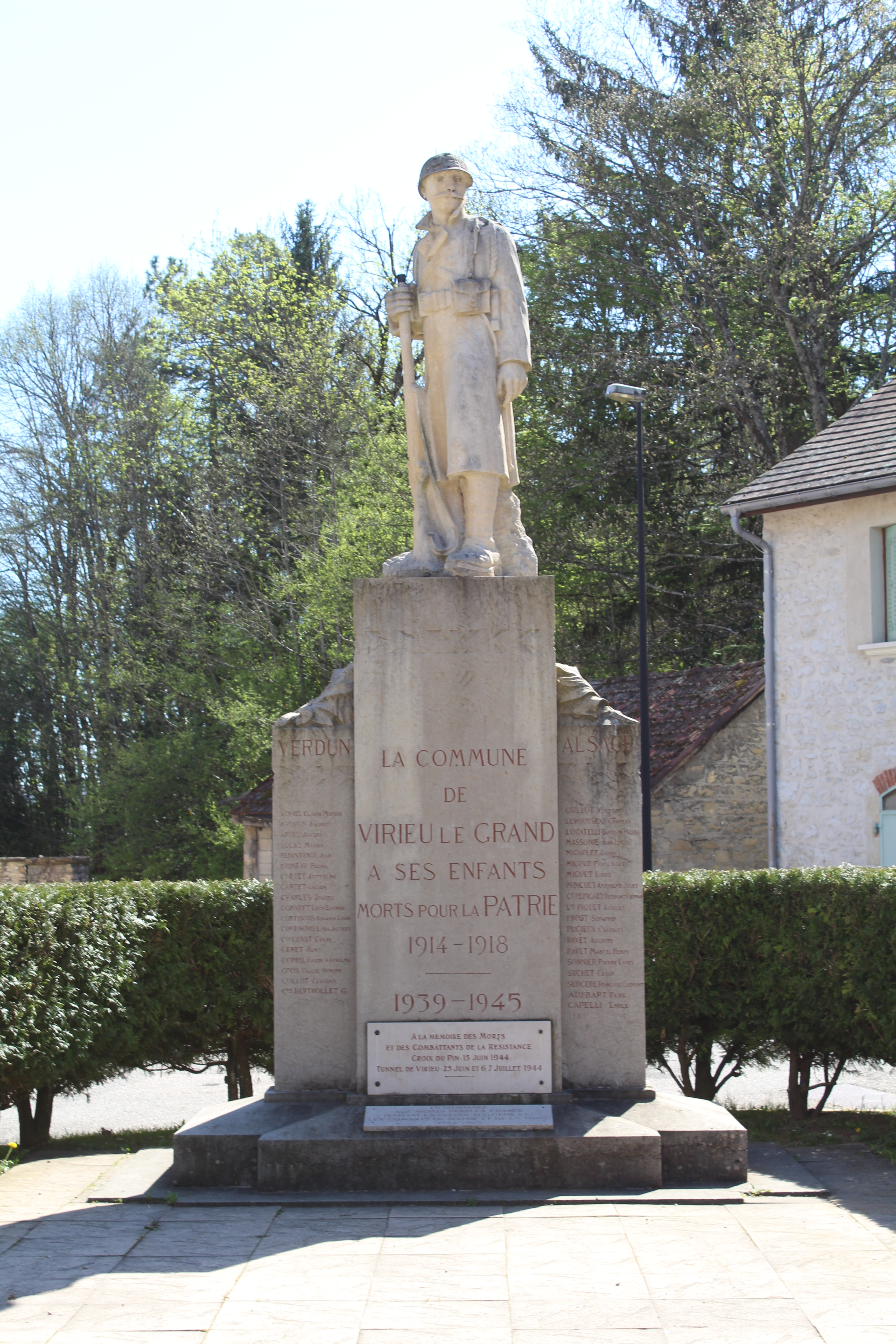
Gefallenendenkmal

## Persönlichkeiten
Der Schriftsteller Honoré d’Urfé war, neben anderen Titeln, auch Seigneur von Virieu-le-Grand. Er zog sich mehrmals in den Ort zurück, um zu schreiben, und hat insbesondere seinen großen Schäferroman l’Astrée dort angefangen.